# سرخس علف‌بو
سرخس علف‌بو (نام علمی: Dennstaedtia punctilobula) نام یک گونه از تیره سرخس‌عقابیان است.